# Restauratie (Frankrijk)
De Restauratie (Frans: Restauration) of Bourbonrestauratie was de periode van 1814 tot 1830 in de Franse geschiedenis waarin de Bourbon-dynastie op de Franse troon hersteld werd na afloop van het napoleontische tijdperk. Het herstel van de monarchie in Frankrijk was onderdeel van een algehele Restauratie in grote delen van Europa.
De eerste Restauratie was in 1814 toen Napoleon werd afgezet en naar Elba verbannen. De tweede Restauratie was van 1815 na de Honderd Dagen tot in 1830 de Julimonarchie aan de macht kwam.
In het verleden hebben historici deze periode gekenmerkt als een sterke conservatieve reactie op het revolutionaire en napoleontische tijdperk, waarbij het Restauratieregime ten onder zou zijn gegaan aan pogingen om de idealen van de Franse Revolutie teniet te doen en terug te keren naar het ancien régime. Latere historici namen afstand van het beeld van stagnatie en beschouwden de Restauratie als een zoektocht naar rust en stabiliteit, waarbij ook politieke innovatie plaatsvond. Ook het Concert van Europa, het post-napoleontische internationale machtsevenwicht, moet op dezelfde manier begrepen worden, namelijk als een poging om internationale öspanningen langs nieuw ontstane diplomatieke normen af te wikkelen. De Restauratie kan daarom worden gezien als de wieg van het moderne Frankrijk en Europa.

## Verloop

### Herstel van de Bourbons
De laatste 18e-eeuwse koning van Frankrijk, Lodewijk XVI, eindigde in 1793 onder de guillotine. Zijn broer Lodewijk XVIII vluchtte naar Westfalen en verklaarde zich tot regent van zijn neefje Lodewijk XVII. De jonge Lodewijk XVII verdween echter in 1795, waarop Lodewijk XVIII zichzelf tot koning verklaarde.

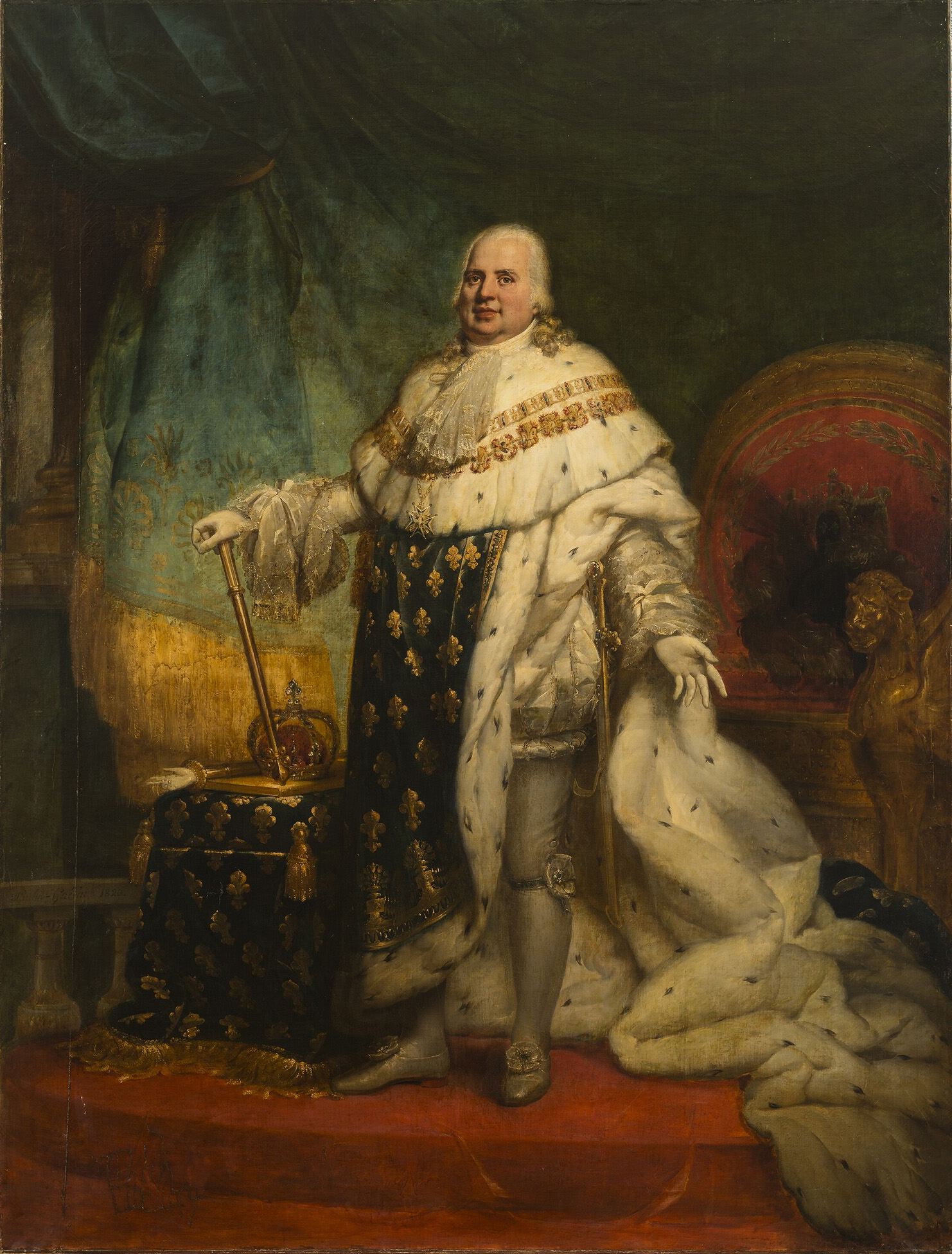
Koning Lodewijk XVIII van Frankrijk

Na de nederlaag van Napoleon in 1814 werd de keizer verbannen naar Elba. Met steun van de machtige Talleyrand, Napoleons voormalige minister van buitenlandse zaken, kon Lodewijk XVIII zijn plaats innemen als koning van Frankrijk. Maar Lodewijk XVIII moest wel akkoord gaan met een constitutionele monarchie, met een grondwet (het Charter van 1814) waarbij veel van de hervormingen van de Franse Revolutie en de napoleontische tijd behouden bleven, zoals het wetboek Code Napoléon en het Concordaat van 1801 dat de verhouding tussen kerk en staat regelde.
Tijdens de Honderd Dagen in 1815 vluchtte Lodewijk XVIII weg uit Parijs en verbleef enkele maanden in Gent. Na Napoleons definitieve nederlaag in de Slag bij Waterloo keerde de koning terug naar Parijs en volgde een tweede Restauratie, waarbij veel medestanders van Napoleon, waaronder generaal Guillaume Brune, vermoord werden door royalisten. Na enkele maanden verleende het nieuwe regime algemene amnestie aan de nog niet vervolgde bonapartisten, maar tegelijk legde het eeuwige verbanning op aan de familie Bonaparte én aan de 'koningsmoordenaars' van 1793 die zich tijdens de Honderd Dagen weer achter Napoleon hadden geschaard (wet van 12 januari 1816). Brussel werd het voornaamste centrum van Franse ballingen en ook in Gent, Luik en Antwerpen waren er groepen ex-revolutionairen, die het liberale gedachtegoed verspreidden.
Bij de verkiezingen van 14 augustus werden de ultraroyalisten met ruime meerderheid gekozen. Deze reactionaire ultras, die het ancien régime wilden herstellen en alle veranderingen van de Franse Revolutie en de napoleontische tijd wilden terugdraaien, kregen 350 van de 402 zetels in het Chambre des députés, de kamer van afgevaardigden.
Lodewijk XVIII volgde het advies op van zijn premier Armand-Emmanuel du Plessis, hertog van Richelieu en liet de kamer van afgevaardigden, dat hij schertsend la chambre introuvable (de onvindbare kamer) noemde, op 5 september 1816 ontbinden. Door de kieswetten aan te passen lukte het hem om een ander soort parlement te installeren, dat gedomineerd was door de gematigde doctrinaires, liberale royalisten die de monarchie en de ideeën van de Franse Revolutie met elkaar wilden verenigen.
De machtsstrijd tussen de ultras en doctrinaires zou de regeerperiode van Lodewijk XVIII blijven domineren. Een neef van de koning, de hertog van Berry, werd in 1820 doodgestoken door een republikein. Hierdoor moest premier Élie Decazes aftreden, en na een korte periode met Richelieu weer als premier kwam er een door de ultras gedomineerd kabinet met Jean-Baptiste de Villèle als machtigste man.
Lodewijk XVIII stierf in 1824 en werd opgevolgd door zijn broer Karel X, een andere prominente ultra en vader van de in 1820 vermoorde hertog van Berry. Het kabinet van Villèle bleef aan de macht tot 1827. Villèles opvolger Jean Baptiste Gay volgde een gematigde koers, maar bleef niet lang aan. In 1829 kwam er een nieuw ultras-kabinet met Jules de Polignac als premier.

### Aanloop naar de Julirevolutie
Tussen 1827 en 1830 viel Frankrijk in een zware economische crisis. Door slechte oogsten bleven de voedselprijzen alsmaar stijgen. Om de rijke landeigenaren te vriend te houden, weigerde Karel X om de importtarieven te verlagen en zo voedselprijzen weer omlaag te brengen. In reactie op dit beleid stemde de bevolking massaal op de liberalen, die hiermee groeiden van 17 parlementsleden in 1824 naar 180 bij de verkiezingen van 1827 en 274 bij de verkiezingen van 1830. Deze nieuwe liberale meerderheid eiste een liberaler economisch beleid en het recht om zelf het kabinet en de premier te benoemen.
Karel vreesde de macht in Frankrijk te verliezen en liet op 26 juli 1830 de Verordeningen van Saint-Cloud uitgaan, waarbij hij de kamer van afgevaardigden liet ontbinden en de persvrijheid introk. De burgerij verloor het stemrecht; voortaan mochten alleen nog maar de rijksten van Frankrijk stemmen.
In reactie brak de volgende dag een nieuwe revolutie uit in Parijs, bekend geworden als de Julirevolutie. Na drie dagen deed Karel X afstand van de troon en vluchtte naar het buitenland. Ook zijn zoon en troonopvolger Lodewijk Anton van Bourbon (Lodewijk XIX) trad af. De troon viel nu aan Henri d'Artois (Hendrik V), maar het parlement verklaarde de troon onbezet en vroeg de populaire Lodewijk Filips van Bourbon-Orléans om de nieuwe koning te worden. Hiermee eindigde de Restauratie en begon een nieuwe periode in de Franse geschiedenis, de Julimonarchie.

## Voetnoten
1. ↑  Het ontluikend liberalisme: Franse migranten, hun netwerken en journalistieke activiteiten in de Zuidelijke Nederlanden (1815-1820), in: Revue belge de Philologie et d'Histoire, 2011, nr. 3-4, p. 1167